# أجاي تشافان
أجاي تشافان (9 نوفمبر 1977 - ) هو لاعب كريكت هندي.